# سیارک ۱۱۰۰۶
سیارک ۱۱۰۰۶ (به انگلیسی: 11006 Gilson، نامگذاری:1980TZ3) یازده هزار و ششمین سیارک کشف شده‌است که در ۹ اکتبر ۱۹۸۰ کشف شد.
قدر مطلق سیارک برابر ۱۳٫۹۰ است.